# Just Go with It
Just Go with It, originalmente intitulado Holiday in Hawaii, e depois Pretend Wife (bra: Esposa de Mentirinha; prt: Engana-me Que Eu Gosto) é um filme de comédia romântica estadunidense de 2011, dirigido por Dennis Dugan e produzida por Adam Sandler, que também estrelou o filme ao lado de Jennifer Aniston. O filme foi co-protagonizado por Brooklyn Decker, Nick Swardson, Bailee Madison e Griffin Gluck e conta ainda com a participação especial de Nicole Kidman. O filme foi lançado em 11 de fevereiro de 2011, aniversário de Jennifer Aniston, pela Columbia Pictures. Foi lançado no Brasil em 4 de março de 2011, e em Portugal, em 7 de abril de 2011.
O filme é baseado no filme de 1969 Cactus Flower, que foi adaptado de uma peça teatral anterior da Broadway escrita por Abe Burrows, que por sua vez foi baseado na peça francesa Fleur de cactus. O filme indiano de 2005 Maine Pyaar Kyun Kiya? também é uma adaptação das peças teatrais e do filme de 1969.
Os personagens ficam em um hotel havaiano chamado Waldorf Astoria. Na verdade, o filme foi filmado no Grand Wailea Resort em Maui, que é propriedade da Waldorf Astoria Hotels & Resorts.
O filme arrecadou mais de US$ 214 milhões, tornando-se um sucesso de bilheteria, no entanto, o filme recebeu críticas negativas dos críticos e ganhou dois prêmios do Framboesa de Ouro de pior ator e pior diretor.

## Elenco
- Adam Sandler como Dr. Daniel "Danny" Maccabee
- Jennifer Aniston como Katherine Murphy, later Maccabee / Devlin Maccabee
- Bailee Madison como Maggie Murphy / Kiki Dee Maccabee
- Griffin Gluck como Michael Murphy / Bart Maccabee
- Nick Swardson como Eddie Simms / Dolph Lundgren
- Brooklyn Decker como Palmer Dodge
- Nicole Kidman como Devlin Adams
- Dave Matthews como Ian Maxtone-Jones
- Rachel Dratch como Kirsten Brant
- Kevin Nealon como Adon
- Heidi Montag como Kimberly
- Minka Kelly como Joanna Damon
- Rakefet Abergel como Patricia
- Dan Patrick como Tanner Patrick
- Mario Joyner como Henderson
- Keegan-Michael Key como Ernesto
- Allen Covert como Brian (Soul Patch)
- Andy Roddick como ele mesmo
- Jake Shimabukuro como homem tocando ukulele
- Lori Heuring como Lori
- Jackie Sandler como Veruca

Quando Adam Sandler e sua família atravessam a ponte, uma família lhes diz que a ponte é feita apenas para uma pessoa. Os dois filhos são filhos de Adam Sandler, Sadie Sandler e Sunny Sandler, e a mulher carregando um deles é a cunhada de Adam Sandler, Alexandra Titone.
Uma piada interna do filme é a cena em que a personagem de Decker encontra sua alma gêmea óbvia - o tenista profissional Andy Roddick - enquanto Decker e Roddick são realmente casados.

## Dublagem brasileira
- Danny Maccabee: Alexandre Moreno[7]
- Katherine: Elida L'astorina[7]
- Devlin Adams: Miriam Ficher[7]
- Eddie: Manolo Rey[7]
- Palmer: Evie Saide[7]
- Maggie: Pamella Rodrigues[7]
- Michael: Yago Machado[7]
- Ian Maxtone Jones: Reginaldo Primo[7]
- Adon: Marcelo Sandryn[7]
- Kirsten Brant: Angélica Borges[7]
- Tanner Patrick: Mauro Ramos[7]
- Joanna Damon: Marisa Leal[7]
- Veruca: Aline Ghezzi[7]
- Patricia: Flávia Fontenelle[7]
- Ernesto: Ricardo Schnetzer[7]
- Rosa: Márcia Morelli[7]
- Simon: Eduardo Dascar[7]
- Henderson: Marcelo Sandryni[7]
- Silas: Pedro Soares[7]
- Sra. Harrington: Ilka Pinheiro[7]
- Ariel: Matheus Périssé[7]
- Esposa De Adon: Christiane Louise[7]
- Locutor: Malta Júnior[7]
- Outras Vozes: Carla Pompilio,Carlos Gesteira,Christiane Louise,Clécio Souto,Duda Espinoza,Eduardo Borgerth,Filipe Cavalcante,Flávia Fontenelle,Gabriella Bicalho,Leonardo Serrano,Pamella Rodrigues,Pedro Soares,Priscila Amorim,Rita Lopes[7]

## Lançamento
O filme foi lançado nos cinemas nos Estados Unidos e no Canadá em 11 de fevereiro de 2011. O filme liderou as bilheterias do fim de semana com US$ 30,5 milhões. O filme arrecadou um total de US$ 103.028.109 somente nos Estados Unidos e Canadá, bem como US$ 111.917.482 internacionalmente, trazendo um total bruto de US$ 214.945.591. Muito dos totais estrangeiros veio da Rússia, onde arrecadou US$ 13.174.937.

## Recepção
Just Go with It recebeu críticas negativas por parte dos críticos. No agregador Metacritic, o filme tem um índice de 33/100, baseado em 31 resenhas, indicando "críticas geralmente desfavoráveis". Baseado em 137 comentários críticos, detém 19% de uma classificação considerada "podre" no Rotten Tomatoes, com uma classificação média de 3,77/10.
Marcelo Forlani, do Omelete, comentou: "Adam Sandler faz sempre o papel do coitado perfeitinho. É quase um Didi Mocó hollywoodiano, com a diferença que ele se dá bem no final. Jennifer Aniston faz sempre o papel da desajeitada perfeitinha. Praticamente uma Cinderella real. Dito isso, prever cada passo de Esposa de Mentirinha (Just Go With It, 2011) é mais fácil do que contar o número de risadas genuínas que a comédia romântica produzirá - e não são muitas".
Márcio Sallem, do Cinema com Crítica, avaliou o filme em 2 de 5 estrelas e declarou: "Clichê desde o início nos acordes musicais óbvios ao estilo comédias de Sessão da Tarde, Esposa de Mentirinha prova que uma dúzia de risadas não faz um grande filme, mas impede, felizmente, que esta produção figure no rol das atrocidades destacadas no primeiro parágrafo da produtora de Adam Sandler".
O The Daily Telegraph nomeou Just Go with It em sua lista dos "dez piores filmes de 2011", dizendo que é "um remake grosseiro e superpovoado de Cactus Flower, apresentado como um rombo sórdido de decepções em série". Christopher Orr, da The Atlantic, observou que "o título em si parece um apelo à tolerância do público" e faz parte de uma tendência decepcionante envolvendo "a releitura de filmes bons, se não bastante clássicos, associados aos últimos anos 1960 e início dos anos 70". Lisa Schwarzbaum da Entertainment Weekly escreveu que Just Go With It é salvo do desastre total, por Jennifer Aniston.
O filme foi indicado a cinco prêmios Framboesa de Ouro como Pior Atriz Coadjuvante (Nicole Kidman), Pior Ator Coadjuvante (Nick Swardson) e Pior casal na tela (Adam Sandler com Jennifer Aniston ou Brooklyn Decker), vencendo duas, de Pior Ator (Adam Sandler) e de Pior Diretor (Dennis Dugan).
Também recebeu duas indicações ao Prêmios MTV Movie & TV de melhor atuação cômica para Adam Sandler e melhor atriz para Jennifer Aniston.